# Calle de la Ribera de Curtidores

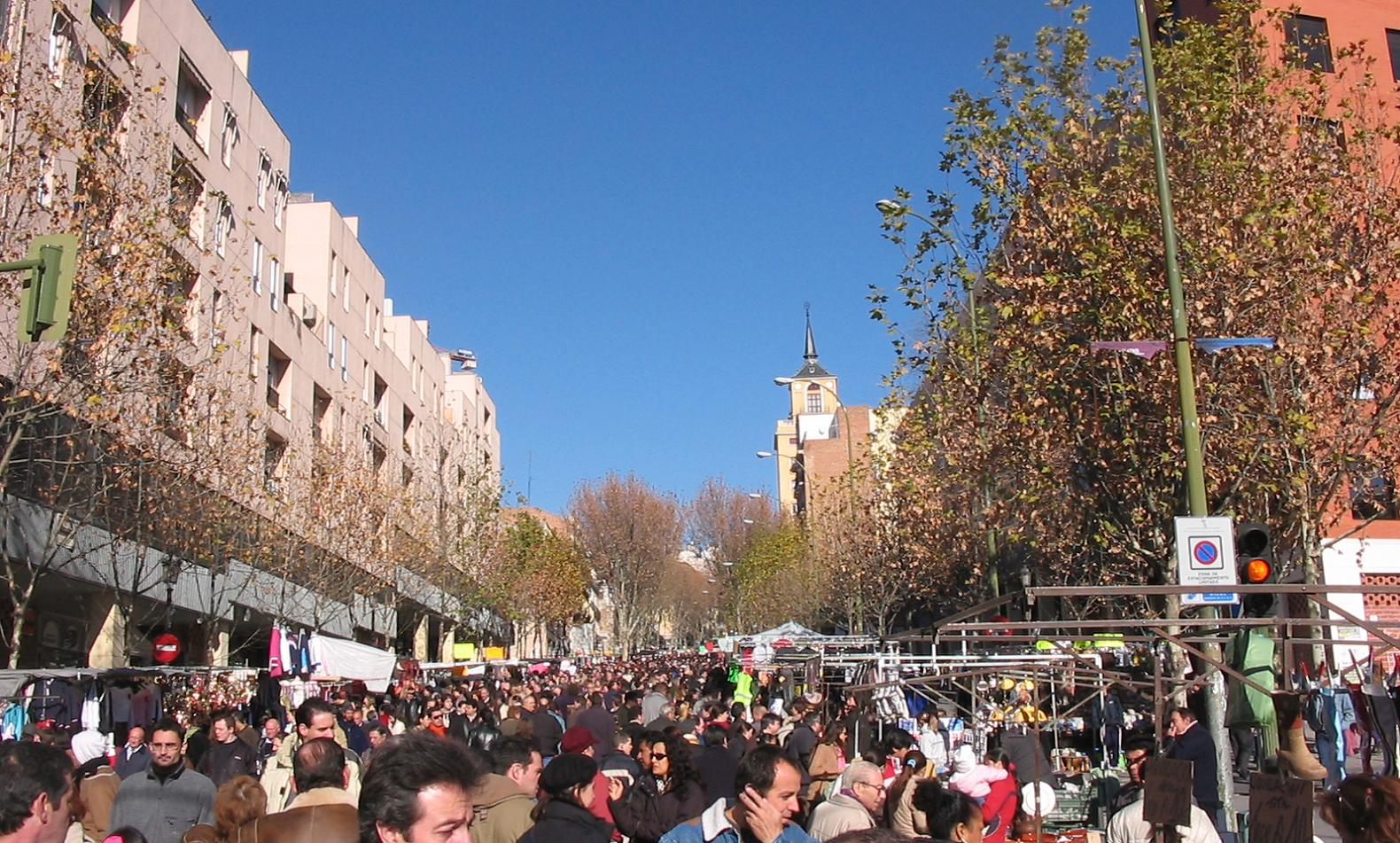
Vía medular de El Rastro de Madrid, la Ribera de Curtidores en una mañana de domingo de 2005.

La Ribera de Curtidores (denominada antiguamente como calle de las Tenerías) es una calle de Madrid conocida por ser la vía principal de El Rastro, el más famoso mercado al aire libre de la capital de España. Desciende desde la plaza de Cascorro hasta el paseo de las Acacias. Su topónimo proviene de las curtiembres, también llamadas curtiderías o tenerías, que se instalaron en todo su recorrido, aprovechando la cercanía de diferentes mataderos (entre ellos, la desaparecida Casa Matadero del Cerrillo del Rastro, que se encontraba en la plaza del General Vara de Rey).

## Historia
Hasta finales del siglo XV el antiguo gremio de curtidores estuvo ubicado en los Caños del Peral, en la actual plaza de Isabel II. En 1495 los Reyes Católicos promovieron su traslado tanto a la Ribera de Curtidores como a la Cuesta de san Lázaro, situada, esta última, en las proximidades de la Cuesta de la Vega. 
La Ribera de Curtidores corre casi paralela a la calle de Toledo, desde donde entraba el ganado a través la puerta homónima con destino a los mataderos. El sacrificio de los animales generaba como subproducto una gran cantidad de pieles, que se transformaban en cuero mediante el curtido de las mismas.
La calle aparece citada en el año 1635 con el nombre de las Tenerías, establecimientos dedicados a la fabricación y comercialización del cuero, que estuvieron funcionando en la zona hasta comienzos del siglo XX. Además de este gremio, hubo otros muchos que optaron por asentarse en el entorno de la Ribera de Curtidores, tales como ropavejeros, fabricantes de zapatos y, desde el siglo XIX, anticuarios y almonedas, que se encuentran en el origen del mercado del Rastro.

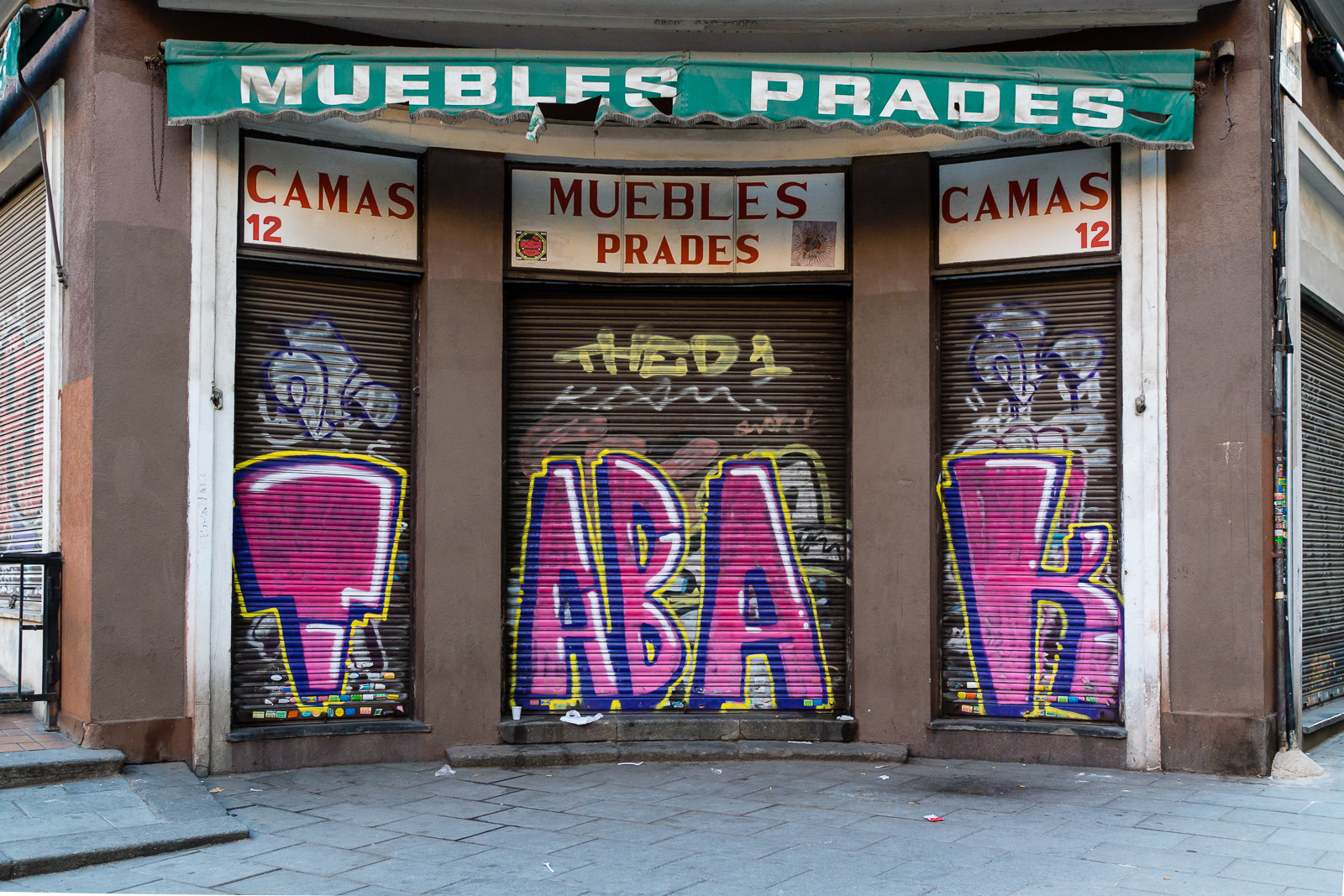
Comercio en la calle

En las primeras décadas del siglo XX, la vía fue objeto de importantes reformas urbanísticas. La desaparición del llamado Tapón del Rastro, una manzana de edificios existente en su parte más alta, facilitó su conexión directa con la Plaza de Cascorro, por entonces llamada de Nicolás Salmerón. Posteriormente fueron expropiados los bazares de las Américas del Rastro, que habían surgido a finales del siglo XIX en la parte baja, lo que abrió la calle a la Ronda de Toledo e hizo posible su prolongación hasta el Paseo de las Acacias.
Entre los edificios de mayor interés de la calle, hay que destacar la Escuela Mayor de Danza (1932-35), de estilo neobarroco, una obra del arquitecto Francisco Javier Ferrero, así como las Galerías Piquer (1950), proyectadas por José de Azpiroz y Azpiroz.

## Cultura popular
La calle se encuentra muy arraigada en la cultura castiza madrileña, por ser el eje que vertebra el Rastro. Así, sirve de escenario a algunas zarzuelas del siglo XIX, caso de Agua, azucarillos y aguardiente (libreto de Miguel Ramos Carrión y música de Federico Chueca).